# Lucas Braga
Lucas Braga Ribeiro (San Paolo, 10 novembre 1996) è un calciatore brasiliano, attaccante del Vitória.

## Caratteristiche tecniche
È un'ala sinistra.

## Carriera
Cresciuto nel settore giovanile del J. Malucelli, dopo una prima parte di carriera trascorsa nelle divisioni inferiori del campionato brasiliano, nel 2020 ha debuttato in Série A con la maglia del Santos.

## Palmarès

### Club

#### Competizioni statali
- Campionato Mato-Grossense: 1

Cuiabá: 2019

#### Competizioni nazionali
- J2 League: 1

Shimizu S-Pulse: 2024